# Tátrai Tibor
Tátrai Tibor (Budapest, 1952. április 5. –) Kossuth- és Liszt Ferenc-díjas magyar gitáros, zeneszerző, érdemes művész.

## Élete
Tizenhat évesen kezdett gitározni autodidakta módon. Előtte bokszolt. Erről így mesélt: „Birkózni kezdtem, majd utána bokszolni. Edzés előtt lementem, és a bőrbábuval száz csípő jobbra, száz csípő balra… Ez volt a jó reggelt kívánok, és csak utána kezdtünk bemelegíteni. Amikor három év múlva átmentem a bunyósokhoz, már nagyon erős voltam. Tizenhat évesen, épphogy megnyertem a magyar ifjúsági bajnokságot, már a gitár mellett döntöttem…”
Felesége első házasságából származó lánya mellett két fiuk született. Nyolc unokája van.
2024 szeptemberében indult a Miskolci Egyetem Kortárs Könnyűzenei alapképzése. A képzés befogadó szervezete a Petőfi Kulturális Ügynökség támogatásával létrehozott Póka Egon Művészeti Akadémia. Az intézmény fő célja a tehetséggondozás, a mindenkori diákok zenei, hangszeres és énekes fejlesztése, támogatása. A felsőfokú könnyűzenei akadémia egyetemi docense Tátrai Tibor lett.

## Pályafutása

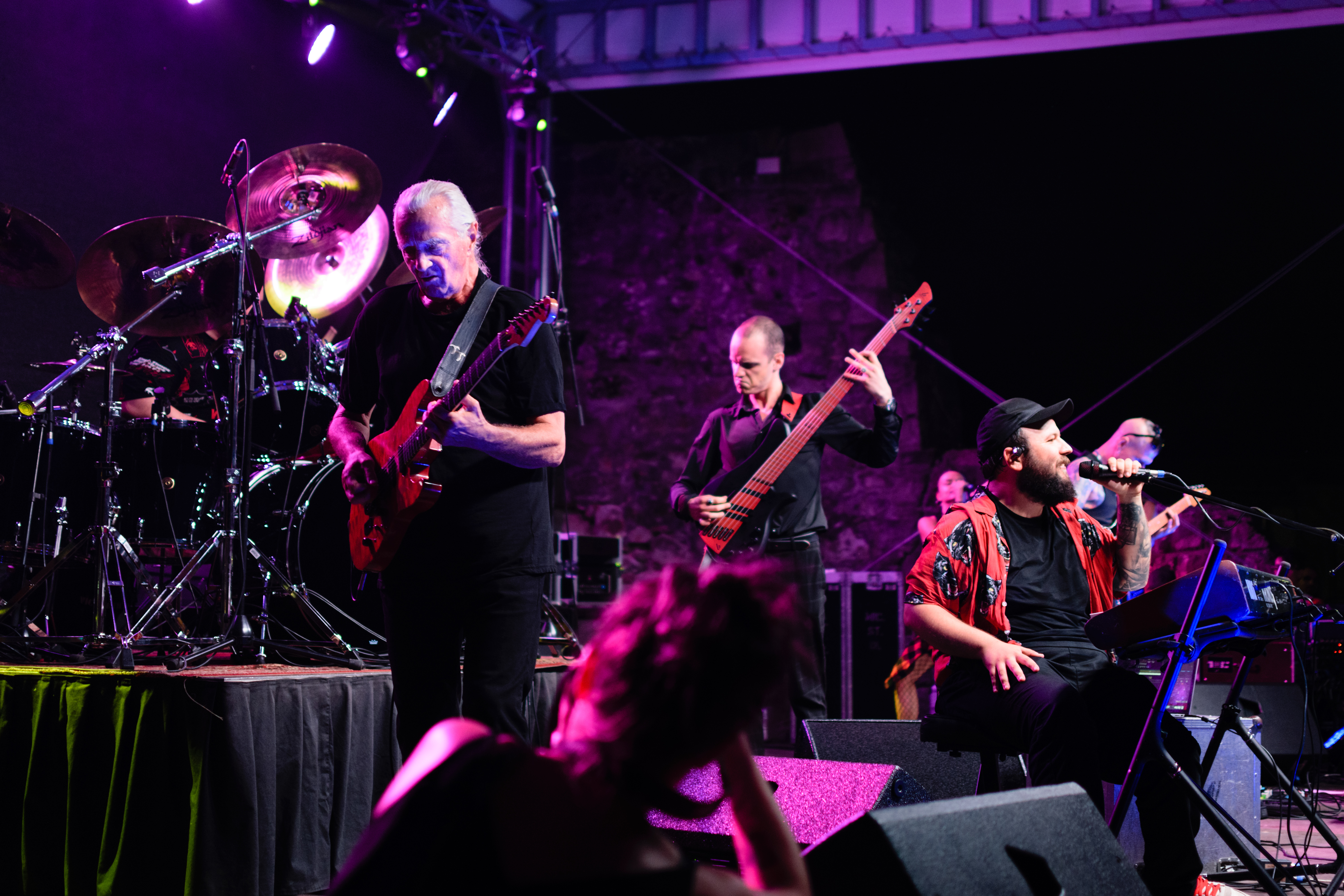
Tátrai Tibor (balra) a godfater. koncertjén, Visegrádon (a felvétel 2023-ban készült)

### Kárpátia
Tátrai Tibor 1952. április 5-én született Angyalföldön. Először iskolai zenekarokban kezdett el zenélni, s közben sokat gyakorolt. 1969-ben a Sakk-Matt együttes roadja volt, amiben Radics Béla gitározott és Harmath Albert énekelt, aki a Kárpátia együttes alapítója volt. Harmath úgy gondolta, hogy a tehetséges Radics-tanítványt veszi be a zenekarába gitárosnak. A posztra még Szigeti Ferenc – a későbbi Karthago vezetője – is pályázott, de még úgy is Tibusz lett a befutó, hogy Szigetivel ellentétben nem volt profi cucca, erősítője, csak egy Jolana gitárja. A Kárpátia volt Tátrai első profi zenekara. Az elsősorban rhythm and bluest játszó társaságban Nagy István basszusozott és Operhál "Fanyüvő" Gyula dobolt. Saját nóták helyett külföldi számokat szólaltattak meg, a repertoár igen széles volt, a The Shadowstól a Creamen és Jimi Hendrixen át egészen a Black Sabbathig terjedt. A következő évben Tibusz tagja lett a Tűzkeréknek.

### Tűzkerék
Az együttest Radics Béla hozta létre 1970-ben. Legsikeresebb korszaka két éven át tartott, Tátrai Tibor is ez idő alatt fordult meg a zenekarban. 1975-ben, majd 1981-ben is újjáalakult a csapat, s a három korszakban olyan egyéniségek szerepeltek Radics mellett, mint Demjén Ferenc, Póka Egon, Som Lajos, Kun Tamás és Zsoldos László. Tibusz érkezésekor Könnyü József basszusgitározott és Döme Dezső dobolt a Tűzkerékben. Amíg a Kárpátia ugyan népszerű, de kis külvárosi zenekarnak számított, addig ezzel a csapattal már belekóstolhatott a „sztárság” világába, mert noha lemezt nem készített a zenekar, az országban mindenhol telt ház fogadta. A Tűzkerék a szokásokhoz híven négy „kanyart” játszott egy bulin, este hattól tízig. Az első Shadows-, a második beat, a harmadik rock and roll, a negyedik pedig rhythm and blues dalokból állt. Ekkor már a teljes szakma megismerte Tibusz nevét és képességeit.

### Juventus
Ebben a zenekarban már saját dalok is megszólaltak, sőt még kislemezeket is készíthetett a Juventus. Maga Tibusz is írt nótát, bár az Aphrodité emlékére című szám szerzője a korong felirata szerint bizonyos Mátrai Tibor. A saját dalok mellett elsősorban a Beatles dalai szólaltak meg a koncerteken, valamint Kovács Katit kísérte az együttes. 1972-ben közös sikerük volt a Táncdalfesztivál megnyerése, az Add már, uram, az esőt! című számmal. A Juventus saját dala, a Lenn a folyónál valahol a középmezőnyben végzett. Tibusz számára az jelentette a közös munka végét, hogy Orszáczky Jackie elhívta az akkor már teljesen átalakult és egészen különleges zenét játszó Syrius együttesbe.

### Syrius
A Syriust 1962-ben hozta létre Baronits Zsolt (fúvósok). Előbb tánczenét, majd beatet játszott az együttes, 1970-ben pedig nagy átalakulás következett, Baronitshoz Orszáczky Miklós (basszusgitár, ének), Pataki László (orgona), Ráduly Mihály (fúvósok) és Veszelinov András (dob) csatlakozott. A zenei stílus megváltozott, progresszív jazz-rock szólalt meg a koncerteken. Az itthoni sikerek után hamarosan ausztráliai szerződést kaptak, s 1971-ben ott készítették el első albumukat, The Devil's Masquerade címmel. Itthon csak egy évvel később jelent meg Az ördög álarcosbálja címen. Hazatértük után vették maguk közé Tátrai Tibort, az ausztrálok ugyanis gitárossal várták vissza a Syriust. Csakhogy az újabb útból – máig nem ismert okok miatt – nem lett semmi, ezért többen is távoztak a zenekarból, sőt, az országból is. A Syrius, változó felállással, majd Tibusz visszatérésével továbbra is működött, sőt még lemezt is készített (1976-ban jelent meg a Széttört álmok), a régi sikereket azonban sosem érte el újra.

### Török Ádám és a Mini
Török Ádám zenekarában, az 1969-ben alakult Miniben Tátrai csak rövid ideig, 1973-tól volt a zenekar tagja. Ebben a felállásban a régi zenésztárs, Nagy István (basszusgitár), valamint Németh Tamás (dob) szerepelt. A Mini hiába aratott nagy sikereket, hiába játszott telt házak előtt, lemezt nagyon sokáig, így ekkor sem készíthetett. Dalokat persze azért így is írtak, Tibusz jegyzi például az Apák és fiúk című számot. Ebben az időben egyébként olyan darabok is a repertoár részét képezték, mint a ma is népszerű Kereszteslovag és Gőzhajó.

### Olympia
A Charlie fémjelezte zenekar már az 1960-as évek végén működött, s több filmzenét jegyzett, például a Súlyfürdő, a Kitörés és a Staféta muzsikáját szerezték a tagok. Később a külföldi vendéglátóiparban dolgozott az Olympia. A hazatérés után Tátrai Tibor kereste meg Charlie-t, hogy szeretne a zenekarban játszani.
Az elsősorban külföldi soul nótákat játszó együttesben Kaszonyi Lajos basszusozott, Vörös Gyula dobolt, Horváth Csaba szaxofonon játszott és Horváth László billentyűzött. A Cini és a Tinik nevű formációt, azaz Zalatnay Saroltát, valamint Postásy Julit és Várszegi Évát kísérték. A repertoár nem sokban különbözött attól, amit a vendéglátóban játszott az együttes, alig volt saját dal. Ráadásul kevés lehetőséghez jutott az Olympia, lemezt nem készíthetett, s koncertje is csak elvétve akadt. Viszont itt talált egymásra Tibusz és Charlie, s ebből a formációból vette ki kettejüket a Generál.

### Generál
Az 1971-ben alakult Generál igazán népszerű csapat volt, többek között Révész Sándorral, Karácsony Jánossal és Novai Gáborral. Az 1972-es Ki mit tud? versengésen tűntek fel, a Mit tehet az ember című dallal. Sztárzenekar lett a Generál, Magyarország mellett Közép- és Kelet-Európában is, egy albumát lengyel kiadó adta ki. Ám 1975-ben előbb Karácsony ment az LGT-be, majd a frontember Révész a Piramisba. Azonban Novai Gábor, Várkonyi Mátyás (zongora) és Póta András (dob) innen is fel tudott állni. Az új formációba Tátrait, Horváth Charlie-t és Solti Jánost (dob) hívták el. 1977-ben már ez a Generál készítette el a nagy sikert arató Zenegép című lemezt. A külföldi meghívások sem apadtak el, az együttes többet játszott kint, mint itthon.
Tibusz gitárjátékának köszönhetően néhol sokkal rockosabb és blues-osabb zenét játszott, mint a Révész Sándor féle Generál, megfűszerezve funkyval és a Talk Box nevű effekttel. 1978-ban Varsóban készült el az új album. Az angol dalszövegeket Galla Miklós írta, az egyik vokalista pedig Cserháti Zsuzsa. 1979 lett a feloszlás éve, ekkor jelent meg a Piros bicikli című album, de már Tibusz nélkül, aki a lemezfelvétel előtt távozott a zenekarból.

### Új Skorpió
Frenreisz Károly (basszusgitár, ének, szaxofon), a Metro és az LGT alapító tagja 1973-ban hozta létre a Skorpió együttest. Az évek során olyan muzsikusok fordultak meg a zenekarban, mint Szűcs Antal Gábor, Papp Gyula és Németh Gábor. Négy album és sok sláger – mint például A rohanás, Így szólt hozzám a dédapám, Döntsd el végre már, A rágógumi – után 1979-ben feloszlott a zenekar, de csak azért, hogy máris elinduljon az Új Skorpió nevű formáció. A trióban Frenreisz és Tátrai mellett Papp Tamás (dob) kapott helyet.
Az Új Skorpió két albumot készített, 1980-ban és 1981-ben. A hard rock nagy éveiben egymást érték a koncertek, különböző fesztiválokon, illetve szólóban lépett fel a három virtuóz muzsikus. Nemcsak Magyarországon, hanem az NDK-ban és Lengyelországban is népszerűek voltak.

### Hobo Blues Band
A Skorpió feloszlása után Tibusz a Hobo Blues Bandben kötött ki. Először az Oly sokáig voltunk lenn című 1982-es lemez első felvételén (Tisztelet Muddy Watersnek) működött közre. A Még élünk, 1983-ban megjelent album felvételén Tátrai elméletben vendégként vett részt, viszont az egész anyagon az ő gitározása hallható. Hivatalos tag csak ezután lett, s érdekes módon az első közösen készített lemez nem a Hobo Blues Bandé, hanem az énekes Deák Bill Gyuláé volt, méghozzá a Rossz vér.
1984-ben készült el a magyar rockzene egyik legnagyobb hatású albuma, a Vadászat. A dupla lemezen igen erősen érződik Tibusz hatása, s nem kizárólag a gitározást illetően, hiszen szerzőként is részt vett az alkotásban. Később, két év szünet következett, ám 1990-től újra a Hobo Blues Bandben láthattuk. Ekkor már Solti János és Tóth János Rudolf is tag volt, azaz alapozódott a Magyar Atom. Ezután is készült néhány igazán jó album, például a Csintalan lányok, rossz fiúk és a Vissza a 66-os úton, melyekre a mai napig büszke a gitáros, akinek addigra a progresszív rock mellett a blues műfajában is megkerülhetetlenné vált a neve. Ezt jól mutatja, hogy az 1996-ban megjelent Első Magyar Blues Könyv is külön fejezetet szentelt neki, amit pusztán gitárosként rajta kívül csak egyetlen zenésztárs (Benkő Zsolt) érdemelt ki.
A 2008-ban tartott 30 éves jubileumi koncerten az egykori tagok közül Tátrai is fellépett, majd 2009-ben a Pannónia Fesztiválon újra teljes jogú tagként játszott. 2011 februárjában az együttes búcsúkoncertet adott.

### Magyar Atom
Tátrai Tibor és a Hobo Blues Band három tagja, Deák Bill Gyula, Póka Egon és Döme Dezső hozta létre a Radics Béla Emlékzenekart, pár évvel a legendás gitáros halála után. A csapat, bár nem létezett sokáig, azért bejárta az egész országot azokkal a dalokkal, amelyeket egykori zenésztársuk is mindig műsoron tartott.
Ez az együttes nevezhető a Magyar Atom elődjének, viszont újra csak Hobo egy másik felállásának hangszeresei hozták létre 1994-ben az akkor még Magyar Atom Blues Brothers nevű zenekart. Tibusz ezúttal Solti János dobossal, Tóth János Rudolf énekes-gitárossal és Zsoldos Tamás basszusgitárossal szövetkezett arra, hogy blues és rhythm and blues örökzöldeket adjon elő a színpadokon. Amikor Jamie Winchester a Tátrai Band tagja lett, egyben a Magyar Atomhoz is csatlakozott.
A zenekar neve onnan jött, hogy úgy gondolták, egyszerűen csak Jimi Hendrix Emlékzenekarként fog működni a társaság. Ám amikor kiderült, hogy már a második koncertről hangzó anyag készülhet, s ezt a Paksi Atomerőmű Rt. támogatja, új nevet ötlöttek ki a zenészek. A Blues Brothers időközben valahogyan lekopott, így maradt az amúgy igen hatásos Magyar Atom elnevezés.

### Tátrai-Török Tandem
Török Ádámnak nem volt Mini-je, Tátrai Tibor épp nem volt a Hobo Blues Band tagja – így hát 1985-ben ketten összehozták a Tátrai-Török Tandem nevű formációt. A kísérleti, újszerű zenének sikere volt kisebb klubokban és pubokban. Nagylemez ugyan nem, ám kazetta készült, ami az NSZK-ban jelent meg, s több rádiófelvétele, valamint videóklipje is volt a kettősnek.

### Tátrai Band (1987)
Talán sosem jut eszébe Tátrai Tibornak, hogy saját zenekart alapítson, ha nincs Kovács Tamás basszusgitáros, a Tátrai-Török Tandem harmadik zenésze, ugyanis ő találta ki a Tátrai Band-et.
Az első formáció 1987-ben indult el, a Szerencsekerék című albummal, amelyen lendületes, hard rock zenét játszottak. Az azóta elhunyt Vertig József énekessel felálló csapatnak azonban nem volt túl sok szerencséje. Két évvel később új fejezet kezdődött a Tátrai Band történetében.
A zenekar következő pályafutásának szakasza 1989 és 1999 között volt. A régi zenésztárs, Horváth Charlie lett az új frontember, s Papp Tamáshoz és Kovács Tamáshoz még Pálvölgyi Géza billentyűs is csatlakozott. A siker még így sem jött azonnal, csak amikor 1991-ben megszületett a New York című dal. Ettől kezdve viszont nem volt megállás. A sikeres országos turnék végállomása rendre a telt házas Budapest Sportcsarnok vagy a Kongresszusi Központ volt. Az időközben változó tagságú Tátrai Band egymás után készítette albumait, melyek közül több aranylemez lett.
A zenekar teljesen egyéni hangzást hozott létre. Ennek alapja a két zeneszerző, Tátrai és Pálvölgyi sajátos, egymást remekül kiegészítő zenei világa volt. Ehhez jött az együttes igen képzett tagjainak közös megszólalása, s Charlie különleges orgánuma. Ne feledkezzünk meg a szövegírókról sem, hiszen sokakat épp a Tátrai Band dalainak mondanivalója fogott meg. Távozásáig Kovács Tamás, később Hetesi Péter Pál (külsősként) jegyezte a szövegeket. Tízegynéhány évet töltött folyamatosan a csúcson Tibusz saját zenekara. Várható volt, hogy előbb-utóbb eljön a pihenés ideje, viszont a Tátrai Band nem búcsúzott nagyon, a tagok ugyanis jól tudták, hogy hamarosan folytatni fogják a közös muzsikálást. Akkor állnak újra együtt a színpadra, amikor mindegyiküknek igazán nagy kedve támad hozzá. Az alapító Kovács Tamás 2003 karácsonyán elhunyt – nem sokkal azután, amikor felmerült, hogy újra együtt muzsikáljon Tibusszal. Ekkor úgy tűnt, soha nem lesz többet Tátrai Band.
2009-ben ünnepelte a 20 éves évfordulóját az együttes, melyet egy jubileumi koncerttel ünnepeltek meg december 18-án a Papp László Budapest Sportarénában. 2010 óta a nyári fesztiválokon és egyéb rendezvényeken is találkozhatunk ismét a Tátrai Banddel.

### Boom Boom
A Boom Boom alkalmi formációnak indult. 1998 karácsonya előtt felszabadult egy nap az Old Man's Pubban. Szappanos György akkoriban több csapattal is fellépett a helyen, s kitalálta, hogy jam-et csinál erre az estére. Meghívta aktuális barátait, hogy muzsikáljanak egy jót. Olyan remekül érezték magukat, hogy kedvük támadt folytatni. Tehát nem valamiféle tervezés hozta létre a zenekart, egyszerűen csak megszületett. Ahogy a név kiötlésén sem gyötrődtek sokat. Feltették maguknak a kérdést, hogyan nevezzék a zenekart. Valaki azt mondta: "bumm". Egy másik rávágta: "bumm-bumm", s ebből lett a Boom Boom. Napjainkban évente egy-két nagykoncerten lépnek a közönség elé.

#### Tagok
- Tátrai Tibor – gitár
- Szappanos György – basszusgitár
- Mohai Tamás – gitár, vokál
- Borlai Gergő – dob
- Jamie Winchester – ének, gitár

### Latin Duó
1999-ben Tibuszt megkérték egy televíziós műsorban, hogy a beszélgetés mellett gitározzon is egy keveset. Mivel egymagában nem szívesen muzsikál, régi jó barátját, Szűcs Antal Gábort hívta el a felvételre és latin zenét játszottak. Méghozzá olyan jól és megkapóan, hogy hirtelen igény támadt a még létre sem jött produkcióra. A sok meghívás eredményeképp 2000. január 17-én a Club Seven közönsége előtt mutatkozott be a duó. Totya témáira improvizált a két gitáros. Abban az évben még négy fesztiválon játszottak. A következő évben már rendszeresek voltak a koncertek, beindult a kéthetenkénti klub az Old Man's Pubban, valamint egyre több vidéki fellépésre került sor. Azóta három stúdióalbuma jelent meg és egy koncertlemez a Mendelssohn Kamarazenekar közreműködésével. 2007-ben a Duó tagjai külön-külön egy-egy szerzői lemezzel jelentkeztek.

### Tátrai Trend

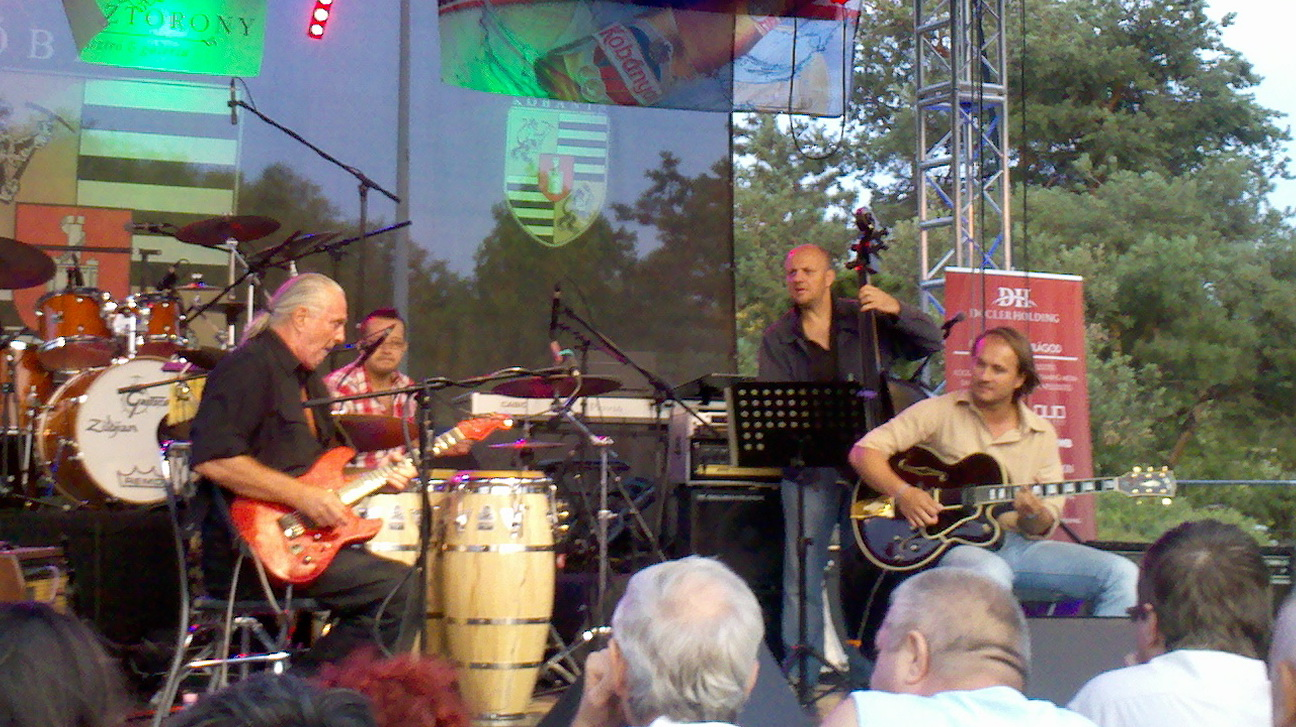
A Tátrai Trend 2013. augusztus 20-án a kőbányai Óhegy parkban

Tibusz szinte a véletlennek köszönheti új zenekarát, a Tátrai Trendet. 2003 áprilisában a két „latin” zenész (Tátrai Tibor és Szűcs Antal Gábor – Latin duó) egy merész álom megvalósításaképpen a Budapest Kongresszusi Központ színpadán adott koncertet a Mendelssohn Kamarazenekarral, valamint flamenco-táncosokkal kiegészülve.
Az itt közreműködő Glaser Péter bőgőssel, Pintér Tibor gitárossal és Czibere József ütőhangszeressel, vagy „perkással” való közös muzsikálás eredményeképpen Tibusz úgy gondolta, hogy a három kitűnő muzsikussal szorosabbra fűzi a kapcsolatot. Így 2008 őszétől megalakult a Tátrai Trend együttes.

## Díjak
- A Magyar Köztársasági Érdemrend kiskeresztje (1996)
- EMeRTon-díj (2003)
- Liszt Ferenc-díj (2010)
- Fonogram díj (2011)
- Józsefváros díszpolgára (2011)[3]
- Budapestért díj (2014)[4]
- Érdemes művész (2016)
- Petőfi Zenei Díj – Életműdíj (2018)
- Artisjus Életműdíj (2020)
- Kossuth-díj (2021)[5]

## Diszkográfia

### Generál
- 1977 – Zenegép
- 1978 – Heart of Rock
- 1979 – Piros bicikli

### Skorpió
- 1980 – Új Skorpió
- 1981 – Zene 10 húrra és egy dobosra

### Hobo Blues Band
- 1983 – Még élünk
- 1984 – Vadászat
- 1990 – Tábortűz mellett
- 1991 – Kocsmaopera
- 1992 – Férfibánat
- 1994 – Csintalan lányok, rossz fiúk
- 1995 – Vissza a 66-os úton
- 1996 – Vadaskert
- 1997 – A nemek háborúja

### Tátrai Band
- 1987 – Szerencsekerék
- 1989 – Illúziók nélkül
- 1991 – A küszöbön túl
- 1992 – Kísértés
- 1993 – New York, New York Best of
- 1994 – Utazás az ismeretlenbe I.
- 1994 – Utazás az ismeretlenbe II.
- 1995 – A Hold szerelme
- 1996 – Hajnali szél
- 1996 – Live
- 1996 – Városi lebegés
- 1997 – Különös álom
- 1999 – Mexicano
- 1999 – Mexicano + Csillagszél

### Boom Boom
- 1999 – Live
- 2001 – Intergalactic Megahello

### Jackie Orszaczky
- 2001 – Deserted Downtown

### Latin Duó
- 2001 – Latin
- 2002 – Latin Latin
- 2003 – Latin & Mendelssohn Kamarazenekar
- 2004 – Latin Latin Latin
- 2007 – Latin 4

### Magyar Atom
- 2003 – Tátrai 50. születésnapi koncert

### godfater.
- 2022 – 0

### Egyéb lemezek
- 1985 – Edda Művek: 5. Koncert
- 1993 – East: Taking The Wheel
- 1994 – East: Radio Babel
- 1995 – East: Két arc
- 1995 – Mini-balladák, örökzöldek, R.A.B.B.-dalok: Unplugged live
- 1996 – PG Csoport: Útlevél, fogkefe lemezen, a Vádolom dalban gitározott
- 1988 – Török Ádám és Barátai: Aligátor
- 2000 – Török Ádám + Mini: Supersession